# Remus Răduleţ
Remus Răduleţ (Brădeni, 3 de maio de 1904 — Bucareste, 6 de fevereiro de 1984) foi um engenheiro elétrico romeno.
Contribuiu para o desenvolvimento do Vocabulário Eletrotécnico Internacional. Foi presidente da Comissão Eletrotécnica Internacional em 1964 e 1967.

## Biografia
Nasceu em 1904 em Brădeni, na época pertencente à Áustria-Hungria, atualmente no distrito de Sibiu na Romênia.

## Obras
- Lexiconul tehnic român, 18 volumes, 1948
- Bazele electrotehnicei